# Medaile diamantového výročí královny Alžběty II.
Medaile diamantového výročí královny Alžběty II. (anglicky: Queen Elizabeth II Diamond Jubilee Medal) je pamětní medaile založená roku 2012 při příležitosti 60. výročí nástupu královny Alžběty II. na trůn. Existují tři verze medaile: první verze vydaná Spojeným královstvím, druhá Kanadou a třetí vydaly země Karibiku (Antigua a Barbuda, Bahamy, Barbados, Grenada, Jamajka, Svatý Kryštof a Nevis, Svatá Lucie a Svatý Vincenc a Grenadiny).

## Historie

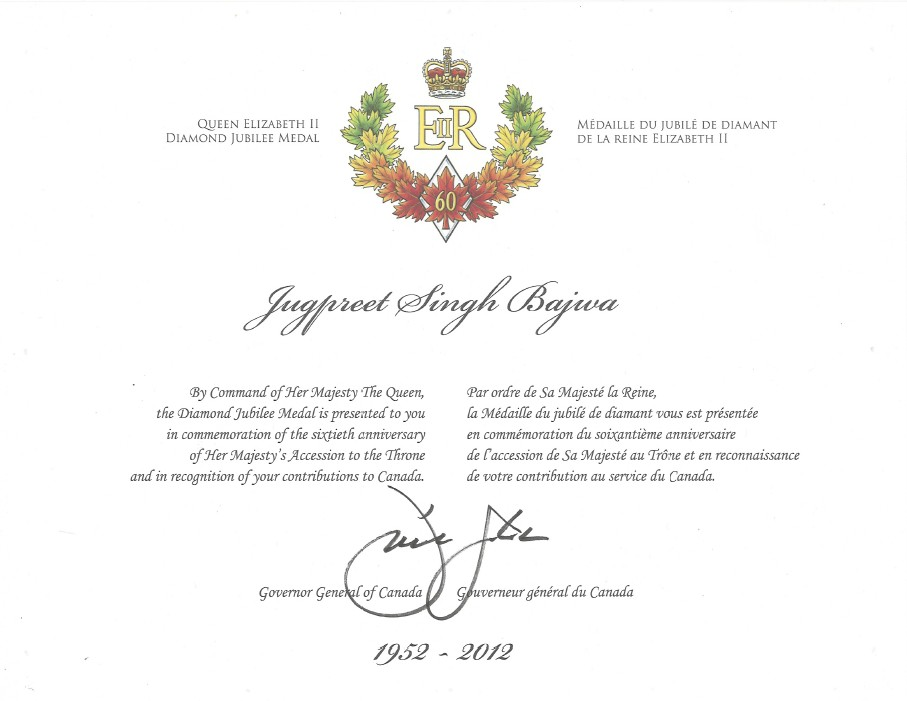
Dekret

O plánech založit Medaili diamantového výročí královny Alžběty II. po vzoru předchozích výročí poprvé oznámil Lord President of the Council Peter Mandelson na počátku roku 2010. V létě 2011 ministr kultury Jeremy Hunt veřejnosti představil vzhled medaile a pravidla pro její udílení. Dne 3. února 2011 oznámil generální guvernér Kanady David Johnston královnin souhlas s vytvořením kanadské verze medaile a společně s předsedou vlády Stephenem Harperem odhalili její design.
Během Accession Day 2012 byly první kanadské medaile uděleny generálním guvernérem prvním šedesáti lidem během ceremonie v guvernérově rezidenci Rideau Hall. Ve stejnou dobu bylo také oznámeno, že všichni poslanci federálního parlamentu a senátoři obdrží tuto medaili. Z nich nejméně šest poslanců z Québecu (čtyři ze strany Bloc Québécois a dva ze strany New Democratic Party) tuto poctu odmítlo. Poslankyně Maria Mourani tak učinila z přesvědčení, že medaile je symbolem kolonizace a její přijetí by se neshodovalo s jejím přesvědčení, že by měl Québec získat nezávislost. Jiný důvod k odmítnutí měl poslanec Louis Plamondon, kterému se zdály peníze, které koruna utratila za oslavy výročí, zbytečným plýtváním. Poslanec NDP Pierre Nantel se po teprve čtyřech měsících ve funkci poslanec necítil být hoden takového vyznamenání a dle jeho mínění měla medaile připadnout někomu mnohem zasloužilejšímu z jeho volebního obvodu. Své medaile v únoru 2013 vrátili také dva starostové z venkovských oblastí z důvodu, že se Federration of Canadian Municipalities rozhodla nominovat na udělení medaile všechny úřadující starosty (celkem asi 1 500 lidí). Nespokojení starostové zastávali názor, že medaile měla být udělena za zásluhy, nikoliv takto hromadně.
V dubnu 2012 byli příslušníci ozbrojených sil a záchranářských složek kritizováni, že medaile, které jim byly uděleny nabídli na prodej na eBay, zatímco bývalí příslušníci obchodního loďstva a St John Ambulance byli při udílení medailí přehlídnuti.

## Pravidla udílení
Ve Spojeném království a v zámořských regionech bylo uděleno 450 000 medailí příslušníkům ozbrojených sil (v aktivní službě i rezervistům), kteří sloužili déle než pět let, příslušníkům vězeňské služby a příslušníkům záchranářských složek (včetně Police Community Support Officers), kteří v době udělení medaile byli v aktivní službě, ve výslužbě či pracovali jako dobrovolníci, a kteří dne 6. února 2012 měli za sebou minimálně pět plných let služby. Medaile mohla být udělena také držitelům Viktoriina kříže a Jiřího kříže a také členům Royal Household. Výroba všech medailí stála ministerstvo kultury, médií a sportu 8 milionů liber.
Kanadská verze, která měla ocenit „významný přínos Kanaďanů a jejich úspěchy” byla udělena 60 000 kanadským občanům a trvalým rezidentům, kteří během předchozích šedesáti let významně přispěli k dobru svých spoluobčanů, celé komunity nebo Kanady. Medaile mohla být udělena i posmrtně za předpokladu, že byl příjemce 6. února 2012 ještě naživu. Automaticky byla medaile udílena lidem v určitém postavení, jako byli držitelé Řádu Kanady či Kříže za statečnost, dále vybraným politikům, jako generální guvernér či senátoři. Medaili obdržela také řada předsedů různých nestátních organizací. Generální guvernér také mohl medaili udělit dle svého uvážení.
30. května 2012 udělil princ Charles britskou verzi medaile 28 členům Victoria Cross and George Cross Association pocházejícím se Spojeného království, Austrálie, Nepálu, Indonésie a Malty a také příslušníkům Královské ulsterské policii, kterým byl mezi lety 1942 a 1999 udělen Jiřího kříž.
Všechny medaile byly uděleny bez uvedení jména příjemce.

## Popis medaile

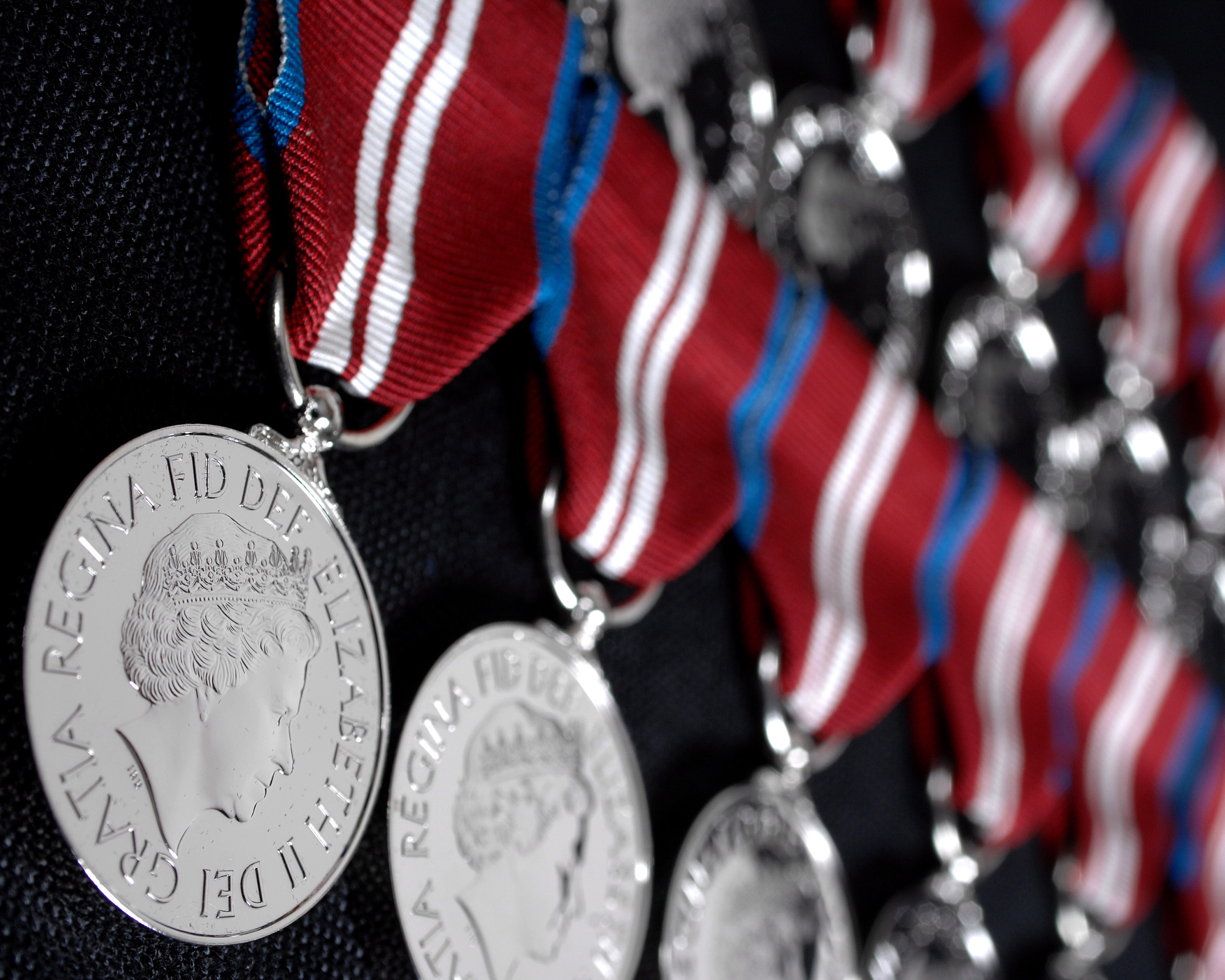
Britská verze medaile

### Britská verze
Britská verze je obecně známá jako The Queen's Diamond Jubilee Medal (Medaile královnina diamantového jubilea). Autorem vzhledu medaile je kaligrafista a ilustrátor Timothy Noad. Na přední straně je portrét Alžběty II. korunované tiárou. Při vnějším okraji je kruhový nápis v latině ELIZABETH II DEI GRATIA REGINA FID DEF (česky: Alžběta II. z Boží milosti královna, obránkyně víry). Na zadní straně je fazetovaný šestiúhelník  s korunovaným královským monogramem. Pod šestiúhelníkem jsou dva letopočty 1952 • 2012.

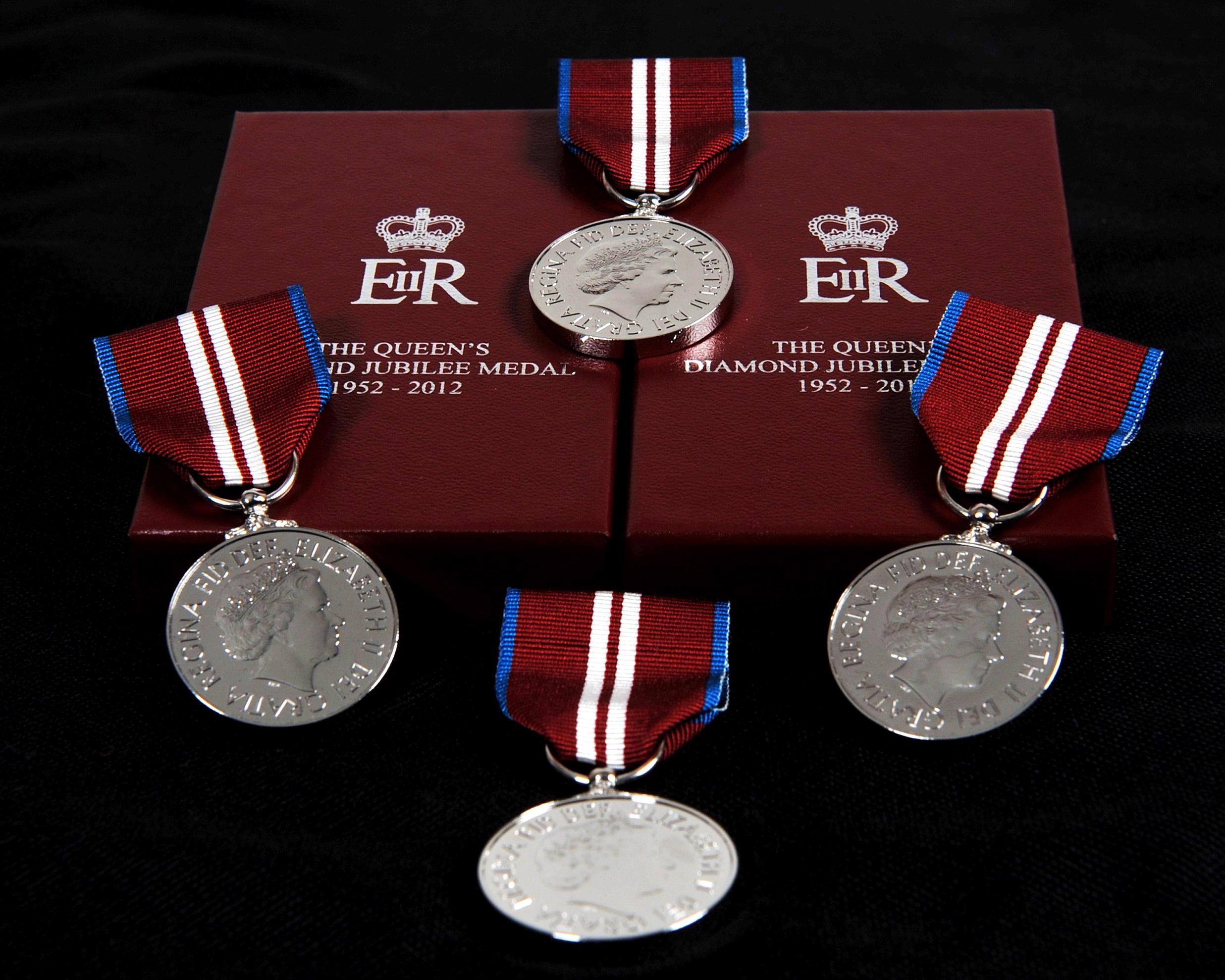
Britská verze medaile

Stuha je červená s modrým lemováním po obou stranách. Uprostřed jsou dva bílé pruhy s úzkým červeným pruhem uprostřed.

### Kanadská verze
Kanadská verze medaile byla navržena Cathy Bursey-Sabourinovou a vyráběna Královskou kanadskou mincovnou. Na přední straně je korunovaný portrét Alžběty II. hledící vpravo. Při vnějším okraji je v kruhu latinský nápis ELIZABETH II DEI GRATIA REGINA • CANADA (česky: Alžběta II. z milosti Boží královna • Kanada). Na zadní straně je korunovaný královský monogram na diamantovém štítu položeném na čtyřech javorových listech. Po obou stranách štítu jsou stuhu s datem 1952 a 2012. Pod štítem je nápis v latině VIVAT REGINA (česky: ať dlouho žije královna).
Stuha je červená s modrým lemováním po obou stranách. Uprostřed jsou dva bílé pruhy s úzkým červeným pruhem uprostřed.

### Karibská verze
Osm karibských zemí vydalo svou vlastní verzi medaile. Na přední straně byl portrét královny hledící doprava s tiárou na hlavě. Při vnějším okraji byl nápis DIAMOND JUBILEE HM QUEEN ELIZABETH II. Na zadní straně byl královský monogram. V horní části byl v půlkruhu nápis CARIBBEAN REALMS a ve spodní části letopočty 1952 • 2012. Medaile byla vyrobena z rhodia.
Stuha je červená s modrým lemováním po obou stranách. Uprostřed jsou dva bílé pruhy s úzkým černým pruhem uprostřed.